# Gloria Mosquera
Gloria Mosquera (6 de septiembre de 1995) es una deportista colombiana que compite en taekwondo.
Ganó dos medallas en los Juegos Panamericanos, en los años 2019 y 2023, y tres medallas en el Campeonato Panamericano de Taekwondo entre los años 2021 y 2024.

## Palmarés internacional
| Juegos Panamericanos    | Juegos Panamericanos         | Juegos Panamericanos | Juegos Panamericanos |
| Año                     | Lugar                        | Medalla              | Categoría            |
| ----------------------- | ---------------------------- | -------------------- | -------------------- |
| 2019                    | Lima (Perú)                  | Medalla de plata     | +67 kg               |
| 2023                    | Santiago (Chile)             | Medalla de plata     | +67 kg               |
| Campeonato Panamericano |                              |                      |                      |
| Año                     | Lugar                        | Medalla              | Categoría            |
| 2021                    | Cancún (México)              | Medalla de bronce    | +73 kg               |
| 2022                    | Punta Cana (Rep. Dominicana) | Medalla de oro       | +73 kg               |
| 2024                    | Río de Janeiro (Brasil)      | Medalla de oro       | +73 kg               |